# Juan José Cobo
Juan José Cobo Acebo (* 11. Februar 1981 in Torrelavega) ist ein ehemaliger spanischer Radrennfahrer. Sein größter Karriereerfolg war der Gesamtsieg bei der Vuelta a España 2011, der ihm allerdings im Jahr 2019 wegen Dopings nachträglich aberkannt wurde.

## Karriere
Nachdem Cobo 2003 spanischer Zeitfahrmeister der U23 worden war, fuhr er im selben Jahr als Stagiaire beim italienischen Radsportteam Vini Caldirola-Saunier Duval. 2004 wurde er Profi bei der spanischen Mannschaft Saunier Duval-Prodir.
2009 konnte er eine Etappe der Vuelta a España gewinnen. Nachdem im Jahr 2010 die Erfolge ausgeblieben waren, wollte Cobo Mitte des Jahres 2011 seine sportliche Karriere beenden. Nachdem er sich hatte überzeugen lassen, zumindest die Saison zu Ende zu fahren, trat er für sein mit einer Wildcard ausgestattetes Team Geox-TMC zur Vuelta a España 2011 an. Auf der 15. Etappe, einer schweren Bergetappe auf den legendären Alto de Angliru, konnte dem exzellenten Bergfahrer Cobo keiner der Favoriten folgen. Cobo gewann die Etappe und das Führungstrikot, konnte einen Vorsprung von 13 Sekunden bis zum Ende der Rundfahrt verteidigen und feierte damit den größten Erfolg seiner Karriere.
Nachdem sich sein Team Geox-TMC zum Jahresende 2011 aufgelöst hatte, fuhr er von 2012 bis 2013 wieder für das Movistar Team, welches bis 2010 Caisse d’Epargne hieß und das er ein Jahr zuvor wegen Erfolglosigkeit verlassen hatte. Zur Saison 2014 wechselte er zum türkischen Continental Team Torku Şekerspor, bei dem er nach Ablauf der Saison seine internationale Karriere beendete.

## Doping
Im Juni 2019 teilte der Radsport-Weltverband UCI mit, dass Juan José Cobo Acebo wegen eines Verstoßes gegen die Anti-Doping-Bestimmungen im Zeitraum von 2009 bis 2011 für drei Jahre nachträglich gesperrt wird. In seinem Biologischen Pass waren laut UCI Abnormalitäten festgestellt worden. Die Folge war, dass ihm sein Sieg bei der Vuelta a España 2011 aberkannt und der Zweitplatzierte, Chris Froome, zum Sieger erklärt wurde.

## Erfolge
2003
- Spanischer Meister – Einzelzeitfahren (U23)

2007
- Gesamtwertung und zwei Etappen Baskenland-Rundfahrt

2008
- eine Etappe Tour de France
- eine Etappe Burgos-Rundfahrt
- eine Etappe Volta a Portugal

2009
- eine Etappe Vuelta a Castilla y León
- eine Etappe Vuelta a España

2011
- Gesamtwertung, eine Etappe und  Kombinationswertung Vuelta a España

2012
- Mannschaftszeitfahren Vuelta a España

## Grand Tours-Platzierungen
| Grand Tour            | 2005 | 2006 | 2007 | 2008 | 2009 | 2010 | 2011 | 2012 | 2013 | 2014 |
| --------------------- | ---- | ---- | ---- | ---- | ---- | ---- | ---- | ---- | ---- | ---- |
| Giro d’ItaliaGiro     | DNF  | –    | –    | –    | –    | –    | –    | –    | 116  | –    |
| Tour de FranceTour    | –    | –    | 19   | DNF  | –    | –    | –    | 30   | –    | –    |
| Vuelta a EspañaVuelta | –    | DNF  | –    | –    | 10   | –    | DSQ  | 67   | –    | –    |